# Fureur
Ne doit pas être confondu avec Führer.
Cet article concerne l'émotion. Pour la bande dessinée, voir Fureur (bande dessinée). Pour le film, voir Fureur (film).

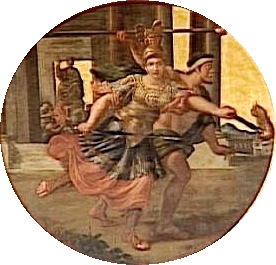
La fureur et la guerre, tableau de 1672, collection du Château de Versailles

La fureur décrite à la base comme une émotion violente qui s'exprime à la suite d'une forte colère, peut être liée à une excitation irrésistible. Ce mot peut également dénommer un caractère de violence intense décrivant un comportement humain (la fureur des combats) mais qui peut aussi être lié à un état naturel (la fureur des éléments).
L'expression « faire fureur », bien que liée à ce concept, décrit un phénomène de mode, voire une forte curiosité à l'égard d'une personne, d'un objet ou de tout phénomène susceptible d'intéresser ou d'attirer un grand nombre de personnes de façon rapide et souvent, spontanée.

## Définition
Selon le dictionnaire Larousse, le terme fureur est tout d'abord défini comme une colère frénétique, mais aussi comme « un engouement irrésistible qu'on a pour quelque chose » et enfin comme un acharnement extrême dans l'action.
Selon le CNRTL, le mot « fureur » est défini plus simplement comme un « Dérèglement passager du comportement, pouvant caractériser certaines folies, et se manifestant par des actes d'extrême violence ».

## Étymologie
En français, le terme fureur descend du latin furor et du terme furo, signifiant « être en furie, être furieux », lié lui-même aux mots de l'ancien grec, Thyas et Thymos (θυμός), signifiant  « cœur, âme, vie ».

## Usages du mot et variantes
Le mot fureur peut être utilisé dans plusieurs sens, chacun correspondant à différents types d'expression :
- une folie frénétique (un accès de fureur), une passion excessive pour une chose, une personne, une œuvre, une activité (la fureur du ski), voire une passion artistique vécue par la personne elle-même (Eugène Delacroix est souvent présenté comme un artiste ayant la « fureur de peindre »[5]) ;
- une habitude nuisible effectuée de façon frénétique (la fureur de la propreté), une inspiration artistique (la fureur poétique), un phénomène de mode (la fureur des tamagotchis), une colère extrême entraînant un danger imminent, souvent employé pour les animaux (la fureur d'un taureau) mais aussi une agitation violente liée à une action naturelle (la fureur des flots) et enfin la fureur du Dieu judéo-chrétien (Iram Dei) ou des dieux (telle qu'elle est décrite dans de nombreuses mythologies).

L'expression « faire fureur » est une expression populaire, un grand empressement, une vive curiosité, en parlant d’une personne ou d’une chose qui a beaucoup de succès.

## Psychologie
Dans le vocabulaire de la psychiatrie, la fureur est présentée comme le degré extrême de la colère, susceptible d'entraîner une perte totale du contrôle de l'agressivité, une obnubilation intellectuelle, des réactions neurovégétatives intenses, entraînant des attitudes violentes. On peut quelquefois observer une amnésie lacunaire postcritique. 
Cet état extrême peut s'observer chez des personnes ayant absorbé des substances toxiques (alcool, médicaments, stupéfiants) et des personnes souffrant de troubles psychiatriques et neurologiques divers.

## La fureur en mythologie
Mythologie gréco-romaine

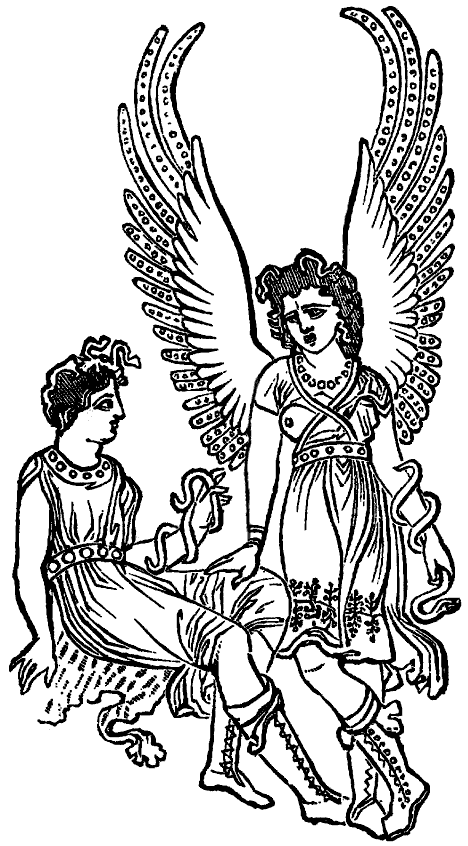
Deux furies, extrait d'un livre du XIXe siècle reproduisant une image d'un vase ancien

Les Furies romaines correspondent aux Érinyes ou Érinnyes (en grec ancien Ἐρινύες / Erinúes) et sont au nombre de trois : Mégère (Μέγαιρα / Mégaira, « la Haine »), Tisiphone (Τισιφόνη / Tisiphónê, « la Vengeance ») et Alecto (Ἀληκτώ / Alêktố, « l'Implacable »).

## La fureur dans les arts

### Dans la peinture
- Frans Francken II (en français François Francken le Jeune) est l'auteur du tableau Les esclaves des fureurs de l'Amour qui est exposé au musée des beaux-arts de Caen.

### Dans la littérature

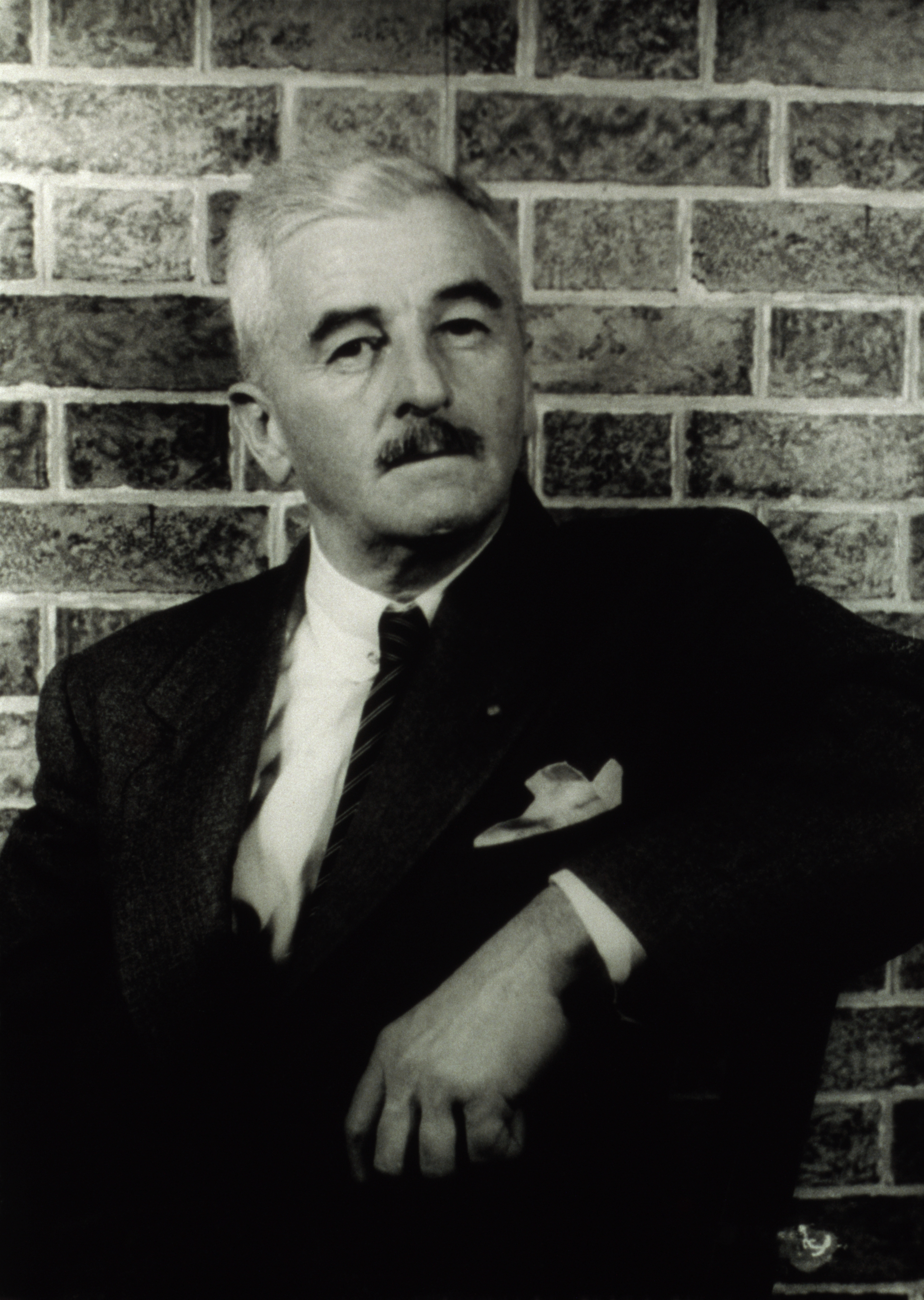
William Faulkner, auteur du roman Le Bruit et la Fureur

- La fureur est un thème littéraire omniprésent dans la littérature de la Renaissance, à un tel point qu’on a pu parler d’une « topique de la fureur » au XVIe siècle[8].
- Orlando furioso (ou Roland furieux) est un poème épique composé de 46 chansons in ottava rima, comptant 38 736 vers composé par Ludovico Ariosto, dit « l'Arioste ». L'ouvrage, dont la rédaction a commencé en 1505, a connu une première publication en 1516, puis a été repris et développé en 1521 et achevé en 1532. D'abord rédigé dans le dialecte italien utilisé à Ferrare, il a été adapté par l'auteur en toscan littéraire.
- Le Bruit et la Fureur (titre original : The Sound and the Fury) est le quatrième roman de l'auteur américain William Faulkner, publié en 1929.
- Fureur et Mystère est un recueil de poésie de René Char publié en 1948, dont font partie notamment Fontaine narrative, Feuillets d'Hypnos et Seuls demeurent, publié en 1948.
- La fureur est un roman de la femme de lettres, de nationalité canadienne et suisse Louise Anne Bouchard,  paru aux éditions L'Âge d'Homme en 1995[9].
- La fureur dans le sang (titre original en anglais The wire in the blood) est un roman policier de Val McDermid, publié en 1997.
- Une si douce fureur est un roman de Christian Authier, publié en 2006, aux éditions Stock.
- La fureur et l'ennui (titre original : The unknown terrorist) est un roman de Richard Flanagan, publié en 2008.
- La fureur de la langouste (titre original : La furia de la langosta) est un roman de Lucía Puenzo, en 2015[10].
- Dans la fureur glaciale est un roman de la femme de lettres, essayiste, romancière et critique littéraire française Viviane Forrester, paru aux éditions Gallimard, en 2011[11].
- Le Silence et la fureur est un roman de l'écrivain français Nicolas d'Estienne d'Orves (en collaboration avec Natalie Carter), publié en 2018.

### Dans la bande dessinée
- Les Folles Furieuses est un groupe de super-vilaines créé par le dessinateur Jack Kirby appartenant à l'univers DC Comics. Composé uniquement de femmes guerrières.
- Fureur est le huitième tome de la série de bande dessinée française Louis la Guigne, publiée chez Glénat, en 1990.
- La Fureur des Dieux est le 27e album de la série de bande dessinée Papyrus de Lucien De Gieter. L'ouvrage est publié en 2004.

### Au cinéma et à la télévision
Films

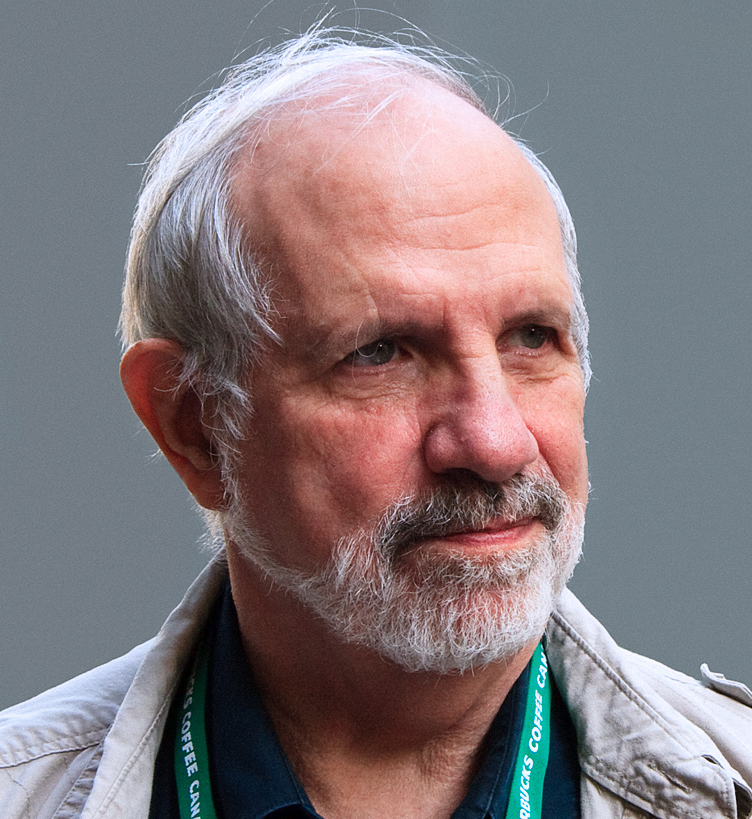
Brian de Palma, réalisateur du film Furie

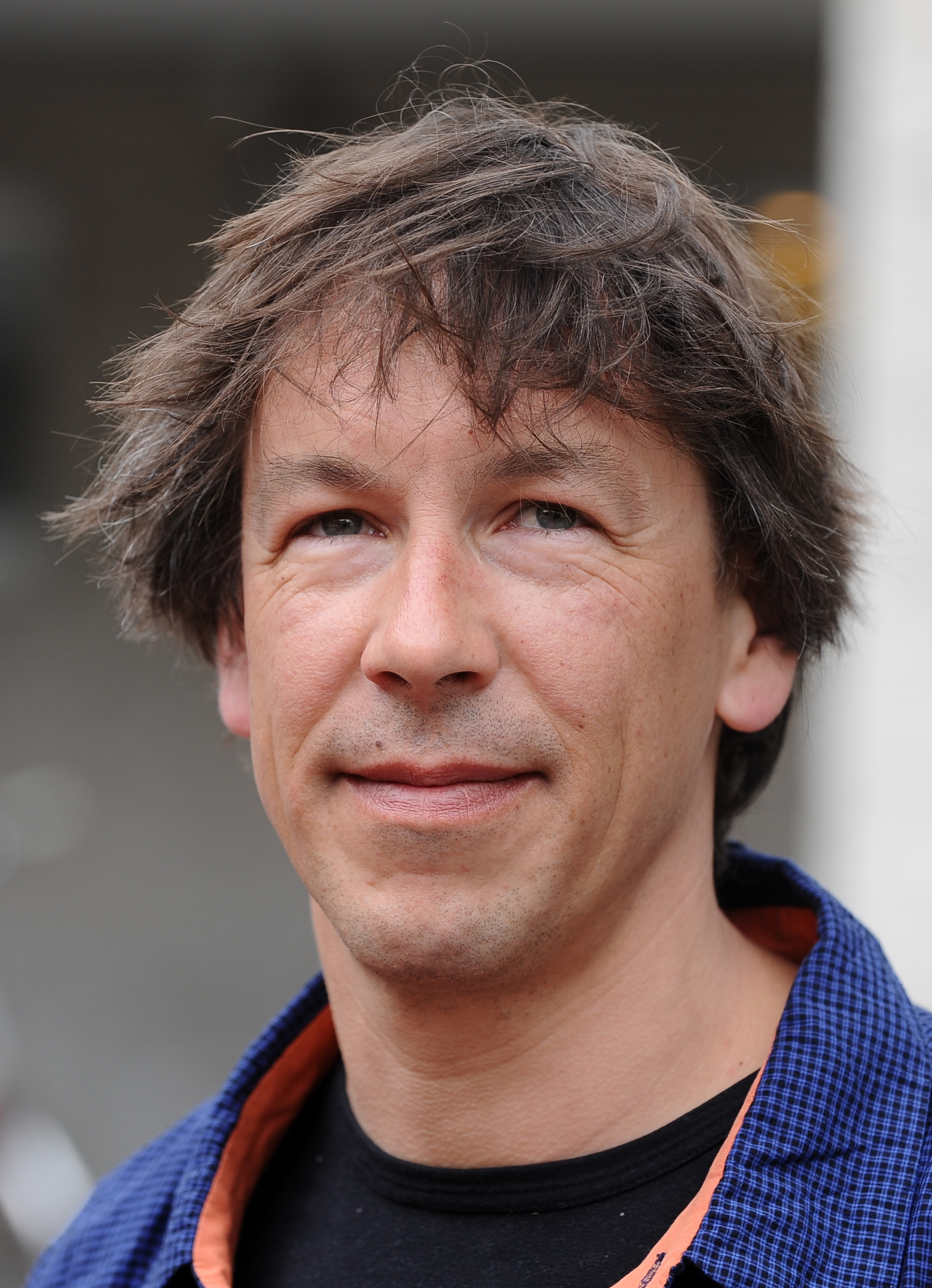
Manuel von Stürler, réalisateur du film La Fureur de voir

Voici, ci-dessous une liste de films présentant dans leurs titres, les mots fureur, furie et furieux (tels qu'ils ont été présentés dans la langue française), par ordre chronologique :
- 1936 : Furie (titre original Fury) est le premier film américain réalisé par Fritz Lang.
- 1950 : Fureur secrète (titre original, The Secret Fury) est un film américain réalisé par Mel Ferrer ;
- 1955 : La Fureur de vivre (titre original, Rebel Without a Cause) est un film américain réalisé par Nicholas Ray ;
- 1958 : La Fureur des hommes (titre original, From Hell to Texas) est un western américain réalisé par Henry Hathaway ;
- 1958 : La Fureur d'aimer (titre original, Marjorie Morningstar) est un film américain réalisé par Irving Rapper ;
- 1959 : Le Bruit et la fureur (The Sound and the Fury) est un film américain de Martin Ritt ;
- 1972 : La Fureur du dragon (titre original, The Way of the Dragon, Return of the Dragon aux États-Unis, 猛龍過江 en chinois traditionnel) est un film de kung-fu hongkongais interprété et réalisé par Bruce Lee ;
- 1972 : Fureur apache (titre original : Ulzana’s Raid) est un western américain réalisé par Robert Aldrich ;
- 1978 : Furie (The Fury) est un thriller surnaturel américain réalisé par Brian De Palma ;
- 1980 : La Fureur du juste (titre original :The Octagon) est un film américain réalisé par Eric Karson ;
- 1988 : Fureur primitive (Rage, furia primitiva) est un film américano-italien réalisé par Vittorio Rambaldi ;
- 1988 : De bruit et de fureur est un film français réalisé par Jean-Claude Brisseau ;
- 2003 : Fureur est un film française réalisé par Karim Dridi ;
- 2014 : The Sound and the Fury est un film américain réalisé par James Franco.
- 2017 : La Fureur de voir est un film franco-suisse réalisé par Manuel von Stürler en 2017[12], tourné intégralement en camera subjective.

Dans le film américain Christine, réalisé par Brian de Palma, une voiture de marque Plymouth Fury de couleur rouge tient la place principale dans le film. La rage et la fureur de ce véhicule démoniaque entraîneront son conducteur dans une folie meurtrière.
La série de films américains Fast and Furious (traduisible par les termes rapide et furieux) se présente sous la forme d'un ensemble de films d'action, basé sur des courses-poursuites en voitures et dont le premier film est sorti en 2001.
Téléfilms
- Furieuse est un téléfilm français réalisé par Malik Chibane, diffusé le 13 juillet 2011 sur France 2.
- La Fureur des gargouilles (titre original :Rise of the Gargoyles) est un téléfilm d'horreur canadien réalisé par Bill Corcoran.

## La fureur dans les jeux vidéo
- Oddworld : La Fureur de l'étranger (en version originale : Oddworld: Stranger's Wrath) est un jeu vidéo développé par Oddworld Inhabitants et sorti en 2005 sur Xbox.